# Wstręt (emocja)
Wstręt to silna emocja na bazie somatycznej, wyrażająca odrazę do czegoś, kogoś, jakiejś sytuacji. Czynnik wywołujący wstręt może mieć charakter materialny (np. szczur, ścieki, kał, padlina) lub abstrakcyjny (brzydzę się kradzieżą).

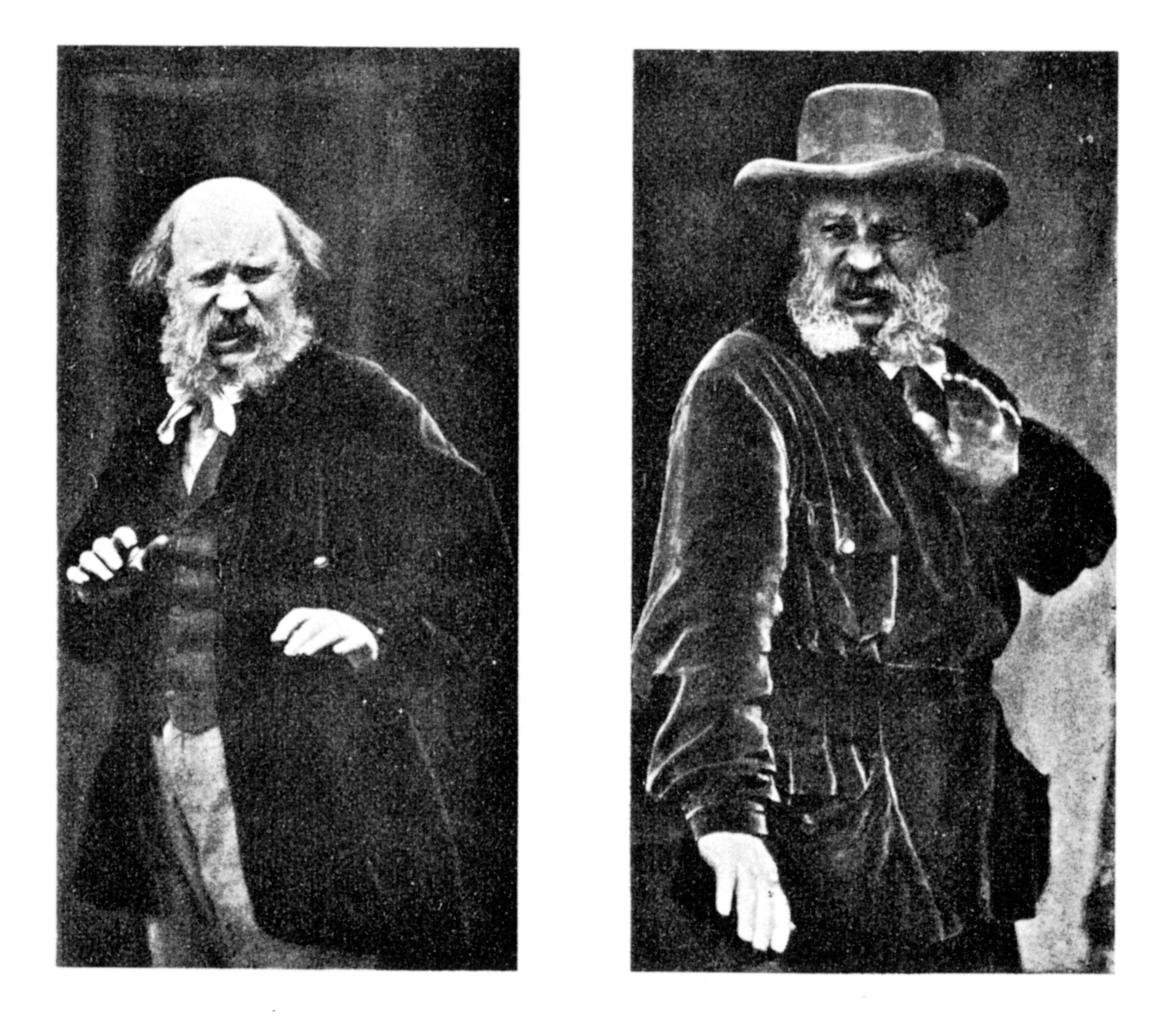
Przykłady mimiki wyrażającej wstręt. Ilustracja z książki O wyrazie uczuć u człowieka i zwierząt Karola Darwina

## Wstręt jako emocja podstawowa
Paul Ekman w jednoznaczny sposób wyodrębnił cechy emocji podstawowej. W oparciu o kryteria przyjęte przez amerykańskiego psychologa można wydzielić cztery kategorie reakcji.

### Komponent behawioralny
Wstręt przejawia się jako dystansowanie się od jakiegoś obiektu, wydarzenia, lub jakiejś sytuacji i daje się scharakteryzować jako odrzucenie.

### Komponent fizjologiczny
Ze wstrętem wiązano dwa rodzaje zmian fizjologicznych.
Jeden rodzaj zmian odróżnia wstręt od innych emocji – tylko wstręt łączy się ze specyficznym stanem fizjologicznym, którym są mdłości.
Innym fizjologicznym zjawiskiem towarzyszącym wstrętowi jest niekontrolowane uczucie przykrości. Nie przeprowadzono badań eksperymentalnych, które wskazywałyby na powiązanie wstrętu z mdłościami czy ślinieniem się, jednak wiadomo, iż wstręt jest powiązany z reakcją przywspółczulnej części autonomicznego układu nerwowego.

### Komponent ekspresyjny
Poświęcone badania dotyczące ekspresyjnego składnika wstrętu dotyczyły twarzy. Twarzy wyrażającej wstręt szczególną uwagę poświęcili uczeni Darwin, Izard, Ekman, Friesen, Rozin, Lowery i Ebert. Opinie uczonych w tej kwestii są podzielone.
Darwin podkreślał – szerokie otwarcie ust, wspominał też o ściągnięciu wargi, do pewnego stopnia marszczenia nosa, opadaniu kącików ust i kilku innych ruchach mięśni twarzy
Zaś Ekman i Friesen skupiają się na ściągnięciu górnej wargi i marszczeniu nosa oraz uniesieniu górnej wargi.
Na podstawie wszystkich opisów można stwierdzić, iż aktywność mięśni twarzy skupia się wokół ust i nosa. Ruchy mięśni albo odwodzą od przyswajania czegoś przez ciało (np. marszczenie nosa, uniesienie dolnej wargi) albo zachęcają do usunięcia czegoś (rozwarcie ust, któremu towarzyszy lub nie towarzyszy wysunięcie języka)

### Swoiste uczucia
Są najtrudniejsze do przeprowadzenia badań ponieważ  uczucie wstrętu nie jest wynikiem racjonalnego myślenia, ale raczej odpowiedzią organizmu na zewnętrzne bodźce.
Swoistą cechą wstrętu jest odraza. Doświadczenie wstrętu jest raczej krótkotrwałe, jeśli przyczyna zostanie usunięta.
Uczucie wstrętu może być też stanem chorobowym.
Do wstrętu często odwołują się też dowcipy, a w pewnych budzących wstręt sytuacjach typową reakcją jest śmiech (a nie mimika wyrażająca wstręt).

### Cechy podstawowe wstrętu

#### Poczucie przyjmowania czegoś drogą ustną (stąd związek z pożywieniem lub czynnością jedzenia)
Niebezpieczeństwo na jakie naraża się człowiek, przyjmując coś drogą ustną, jest powodowane przez rozpowszechnione przekonanie, że człowiek nabiera cech pokarmu, który spożywa („Jesteś tym co jesz”). Nemeroff i Rozin (1989) stwierdzili, że studenci ze Stanów Zjednoczonych przypisują ludziom pożywającym mięso dzika cechy tego zwierzęcia, a cechy żółwia jedzącym żółwiowe mięso.

#### Poczucie obrzydzenia
Angyal (1941) utrzymywał, że centralnym obiektem wstrętu są wydzieliny i wydaliny, które uznawał za poniżające.
Substancje wytwarzane przez ciało mogą stanowić główny obiekt wstrętu.
Istnieją powszechne historyczne i kulturowe świadectwa awersji wobec wszystkich wydzielin i wydalin ciała, w tym kału, wymiocin, moczu, krwi i śliny.
Rozin i Fallon (1987) uznali, że czynnikiem wywołującym podstawowy wstręt są wszystkie zwierzęta i produkty zwierzęce jako potencjalne pożywienie. Niektóre zwierzęta budzą w nas wstręt ponieważ w pewnym sensie są podobne do wydzielin ciała, takich jak śluz (ślimak) albo też mają kontakt z gnijącym ciałem zwierząt (muchy, szczury). Mięsożerne zwierzęta lądowe jedzą surowe, często gnijące mięso i wytwarzają cuchnące odchody. Zwierzęta roślinożerne dużo rzadziej stają się obiektem zakazów w różnych kulturach.
Zwierzęta, które są bliskie ludziom, czy to z wyglądu (inne naczelne) czy to z powodu zażyłości z ludźmi jako ich ulubieńcy, rzadko bywają spożywane. Istnieje grupa zwierząt wywołujących mieszaninę strachu (niebezpieczeństwo) i wstrętu (węże, pająki).

#### Zdolność powodowania skażenia
Reakcja na skażenie (np. odmowa przyjęcia potencjalnego pożywienia, jeżeli nawet na krótko zetknęło się z budzącą wstręt rzeczą) jest silna i powszechna wśród dorosłych.
BADANIA: Studenci z USA odmawiają przyjęcia ulubionych napojów, jeśli choć przez chwilę zetknęły się z wyjałowionym karaluchem (Rozin, Millman, Nemeroff 1986). Prawo powinowactwa – Wszystko co spożywamy lub czego dotykamy jest potencjalnie skażone.
Radzimy sobie z tym problemem na wiele sposobów np. :
W pewnych kulturach wypracowuje się reguły skażenia (takie jak zwerbalizowane zasady ustalające próg skażenie w żydowskim systemie dietetycznym),
Nastawienie jest strategią, która pozwala nam nie zastanawiać się nad potencjalnym skażeniem (kiedy nie myślimy o ludziach w kuchni restauracyjnej, którzy przygotowują dla nas potrawy). Nastawienie zawodzi, kiedy źródło wstrętu jest zbyt wyraziste. Prawo podobieństwa – Głosi w jednej z wersji, że jeśli rzeczy powierzchowne podobieństwo, to są one podobne także w głębszym sensie. BADANIA: Studenci z USA nie są skłonni do zjedzenia imitacji psich odchodów, które są sporządzone z czekolady (Rozin, Millman 1986).

## Niektóre definicje wstrętu

### Darwin
Zdefiniował wstręt jako „dotyczący czegoś odrażającego, szczególnie w odniesieniu do zmysłu smaku, co jest rzeczywiście postrzegane lub plastycznie wyobrażane; a po drugie, dotyczący czegokolwiek co budzi podobne uczucie poprzez zmysł zapachu, dotyku a nawet wzroku”.

### Andras Angyal
„Wstręt jest specyficzną reakcją na ludzkie i zwierzęce wydzieliny i wydaliny”.

### Tomkins
Wstręt to reakcja na niepożądaną intymność.

### Rozin
Jego definicja wywodzi się z definicji  Darwina, Angyala i Tomkinsa.
„Odraza wywołana możliwością (np. ustnego) zetknięcia się z odpychającym obiektem. Odpychające obiekty powodują skażenie: to znaczy, jeśli nawet na krótko zetkną się z ogólnie akceptowanym pożywieniem/ubraniem/osobą , to czynią ten obiekt nieakceptowanym”.